# Olena Voronina
Olena Volodymyrivna Voronina (in ucraino Олена Володимирівна Вороніна?; Strasburgo, 5 maggio 1990) è una schermitrice ucraina, specialista della sciabola.

## Biografia
Ha vinto una medaglia d'oro nelle gare a squadre di sciabola al campionato mondiale di scherma 2014. Nel giugno 2015 ha vinto la medaglia di bronzo al campionato europeo nella gara di sciabola individuale
La Voronina vive a Charkiv, Ucraina  e studia al Politecnico di Kharkiv.
Nel 2016 ha vinto l'argente nella sciabola a squadre ai Giochi olimpici di Rio de Janeiro 2016.

## Palmarès
- Giochi olimpici:

Rio de Janeiro 2016: argento nella sciabola a squadre.
- Mondiali

Budapest 2013: oro nella sciabola a squadre.
Kazan 2014: bronzo nella sciabola a squadre.
Mosca 2015: argento nella sciabola a squadre.
- Europei

Zagabria 2013: argento nella sciabola a squadre.
Strasburgo 2014: bronzo nella sciabola a squadre.
Montreux 2015: bronzo nella sciabola individuale e nella sciabola a squadre.
Torun 2016: bronzo nella sciabola a squadre.
Novi Sad 2018: argento nella sciabola a squadre.
Adalia 2022: bronzo nella sciabola a squadre.
- Universiadi

Belgrado 2009: oro nella sciabola a squadre.